# Čulym (město)
Čulym (rusky Чулым) je město v Novosibirské oblasti v Ruské federaci. Při sčítání lidu v roce 2010 měl přes jedenáct tisíc obyvatel.

## Poloha
Čulym leží na jihovýchodě Západosibiřské nížiny na řece Čulymu, přítoku bezodtokého jezera Čany. Od Novosibirsku, správního střediska oblasti, je vzdálen přibližně 130 kilometrů západně.

## Dějiny
Čulym byl založen pod jménem Čulymskoje (Чулымское) v roce 1762 v rámci budování Sibiřského traktu. V roce 1937 došlo k povýšení na sídlo městského typu a v roce 1947 k povýšení na město pod novým jménem Čulym.